# Miramella shirakii
Miramella shirakii är en insektsart som beskrevs av Tinkham 1936. Miramella shirakii ingår i släktet Miramella och familjen gräshoppor. Inga underarter finns listade i Catalogue of Life.